# Bacalhau-polar
O bacalhau-polar (Boreogadus saida), também conhecido como bacalhau-do-Ártico, é um peixe da família Gadidae, relacionada ao bacalhau (gênero Gadus). Outra espécie de peixe para a qual são usados os nomes comuns bacalhau-do-Ártico e bacalhau-polar é o Arctogadus glacialis [en].

## Descrição

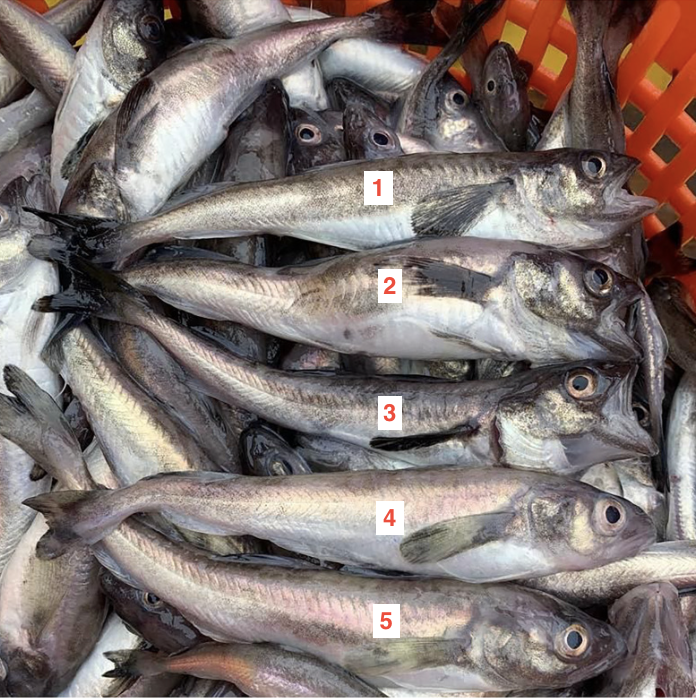
Morfotipos escuro (1,2,3) e claro (4,5) descritos por pescadores inuítes.

O bacalhau-polar tem corpo esguio, cauda bifurcada, boca saliente e um pequeno barbilho no queixo. Eles têm três nadadeiras dorsais e duas nadadeiras anais, todas separadas umas das outras. A nadadeira caudal é côncava, as nadadeiras peitorais ultrapassam a extremidade da primeira nadadeira dorsal e as nadadeiras pélvicas são raios alongados. A linha lateral é interrompida ao longo de todo o comprimento do peixe.
Eles são de cor clara, com manchas marrons e corpo prateado. Os pescadores inuítes da Groenlândia descreveram dois morfotipos de bacalhau-polar, uma variedade de cor mais clara e uma variedade de cor mais escura.
O bacalhau-polar é frequentemente identificado erroneamente como Arctogadus glacialis durante seus estágios larvais e juvenis iniciais. As espécies podem ser diferenciadas por meio da análise de otólitos ou de dados moleculares.
O bacalhau-polar atinge um comprimento médio de 25 cm e um comprimento máximo de 40 cm.

## Distribuição geográfica

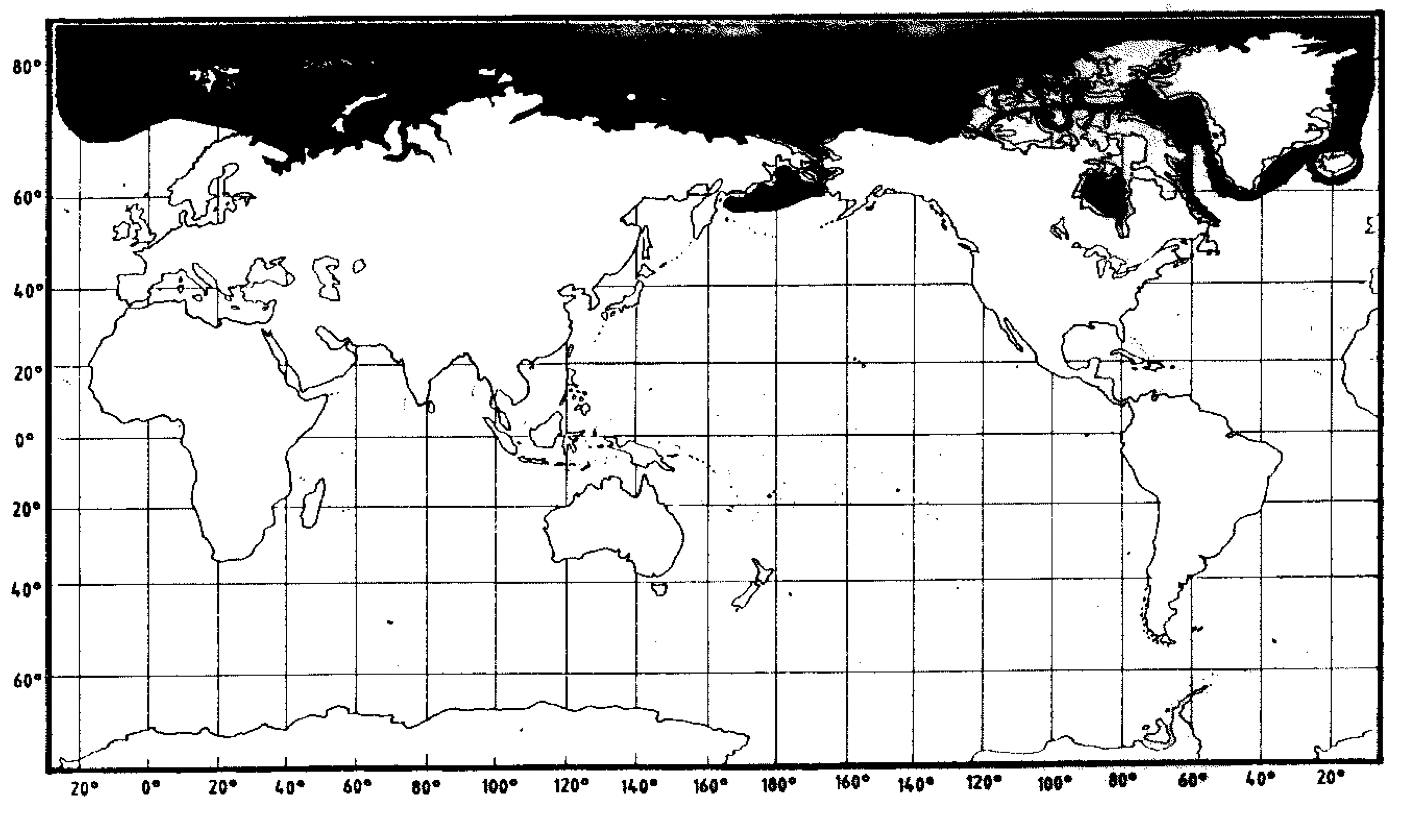
Distribuição geográfica do bacalhau-polar.

Essa espécie é encontrada mais ao norte do que qualquer outro peixe (além de 84°N), com uma distribuição circumpolar que abrange toda a Bacia Polar Norte acima da Rússia, Alasca, Canadá e Groenlândia. Mais especificamente, no Oceano Ártico, no Mar de Bering, no Mar de Tchuktchi, no Mar de Beaufort, na Baía de Hudson, na Baía de Baffin, no Mar da Groenlândia, no Mar de Barents, no Mar de Kara, no Mar de Laptev e no Mar Siberiano Oriental. O bacalhau-polar ocorre em quase todos os habitats marinhos do Ártico e do Subártico, desde as águas costeiras, a zona mesopelágica, o Oceano Ártico central mais profundo e sob o gelo. O bacalhau-polar é a espécie demersal mais abundante do Ártico no Mar de Beaufort.
O bacalhau do Ártico apresenta padrões de  migração vertical diurna durante o inverno e a primavera, mas a migração não é observada durante o verão.

## Habitat
Os estágios iniciais de vida do bacalhau-polar são encontrados perto da superfície, tanto em águas cobertas de gelo quanto em águas abertas; no entanto, os adultos são encontrados mais profundamente na coluna d'água. No Ártico canadense, o bacalhau-polar se separa verticalmente na coluna d'água por tamanho, com peixes mais jovens nos 100 metros superiores da coluna d'água e peixes filhotes e imaturos abaixo de 200 metros.
O bacalhau-polar também pode ser encontrado em cardumes densos perto de frentes glaciais e polínias. As plumas subsuperficiais de água doce descarregadas das geleiras criam pontos de acesso para forrageamento, agregando zooplâncton, onde são atordoados ou mortos por choque osmótico [en], tornando-os presas fáceis para o bacalhau-polar. Pescadores inuítes da Groenlândia relataram a presença de bacalhau-polar perto das geleiras Sermilik e Sermeq Avannarleq, localizadas na costa sudoeste da Groenlândia.

## Adaptações às águas do Ártico

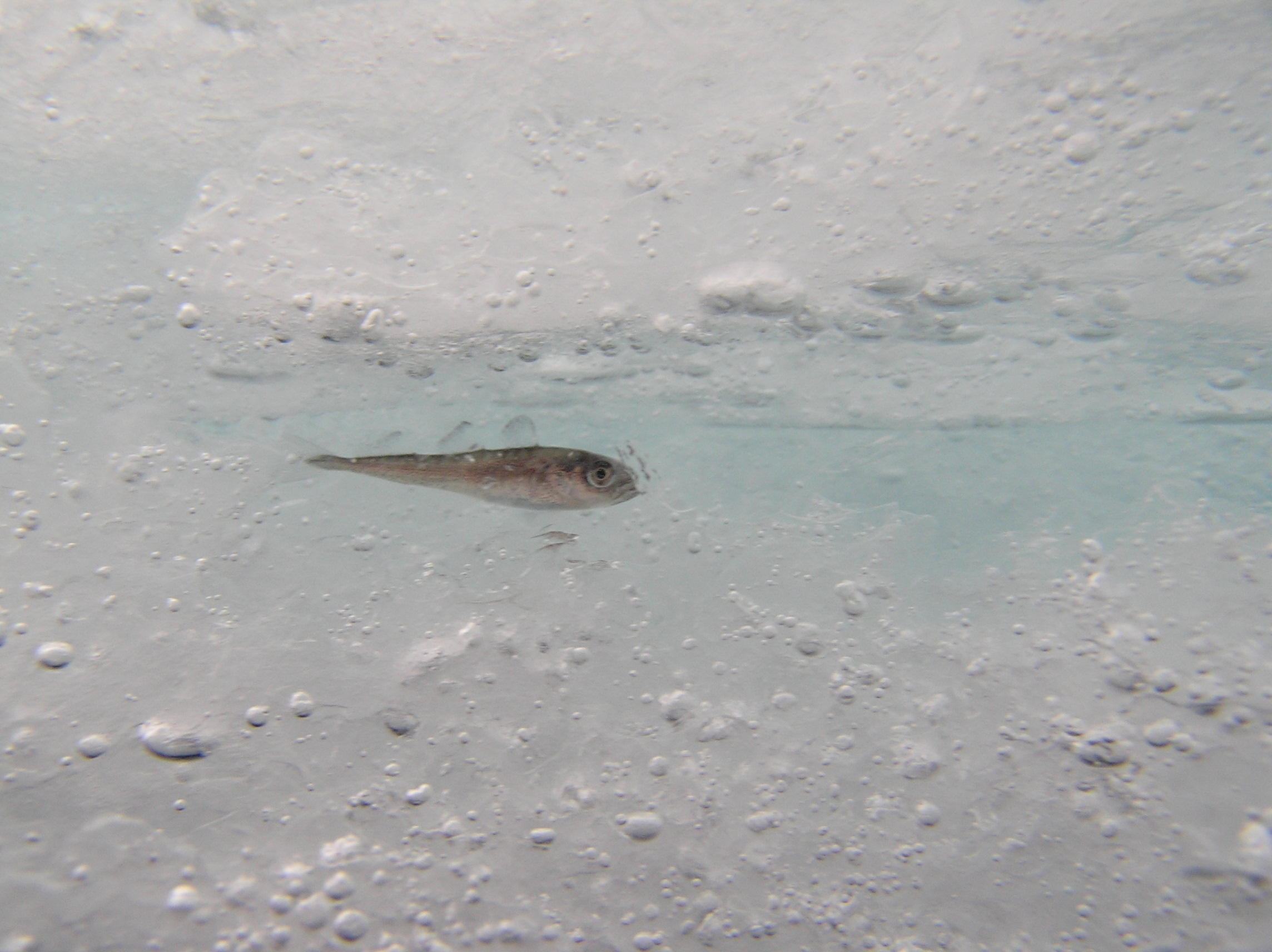
Um bacalhau-polar descansa em um espaço coberto de gelo. Alasca, Mar de Beaufort, ao norte de Point Barrow.

O bacalhau-polar tem várias adaptações que lhe permitem funcionar em águas polares geladas, o que não é possível para a maioria das outras espécies. Essas águas, embora incrivelmente frias, têm um ponto de congelamento mais baixo devido ao seu alto teor de sal. Embora o bacalhau-polar tenha concentrações mais altas de sal em seus corpos em comparação com peixes de águas mais quentes, isso representa apenas metade da diminuição do ponto de congelamento do bacalhau. A principal adaptação que permite a diminuição do ponto de congelamento está no sangue: especificamente, proteínas anticongelantes [en] de alta massa molecular. Essas proteínas especiais diminuem o ponto de congelamento do gelo, impedindo a formação de cristais de gelo no sangue. Esse mecanismo permite que o bacalhau-polar prospere em águas geladas.
As proteínas anticongelantes surgiram pela primeira vez há cerca de 5 a 15 milhões de anos, coincidindo com o congelamento do Oceano Antártico. O bacalhau-polar tem genes de proteína anticongelante que são semelhantes aos de outros peixes da subordem Notothenioidei [en] da Antártida; no entanto, as sequências que codificam as proteínas não são idênticas. Isso sugere que a capacidade de produzir proteínas anticongelantes evoluiu de forma independente em ambos os peixes, mostrando uma convergência evolutiva devido a ambientes frios semelhantes. Não se sabe exatamente como essas proteínas evitam a formação de gelo.
O bacalhau-polar tem rins exclusivos que não possuem glomérulos, estruturas encontradas na maioria dos organismos que filtram as toxinas do sangue. Essa adaptação, compartilhada com os peixes da subordem Notothenioidei da Antártica, ajuda o bacalhau a reter proteínas anticongelantes vitais no sangue. Ela também evita que os peixes sofram choque osmótico, pois o alto teor de sal dos oceanos árticos retira água de seus corpos.

## Espécies-chave no Ártico

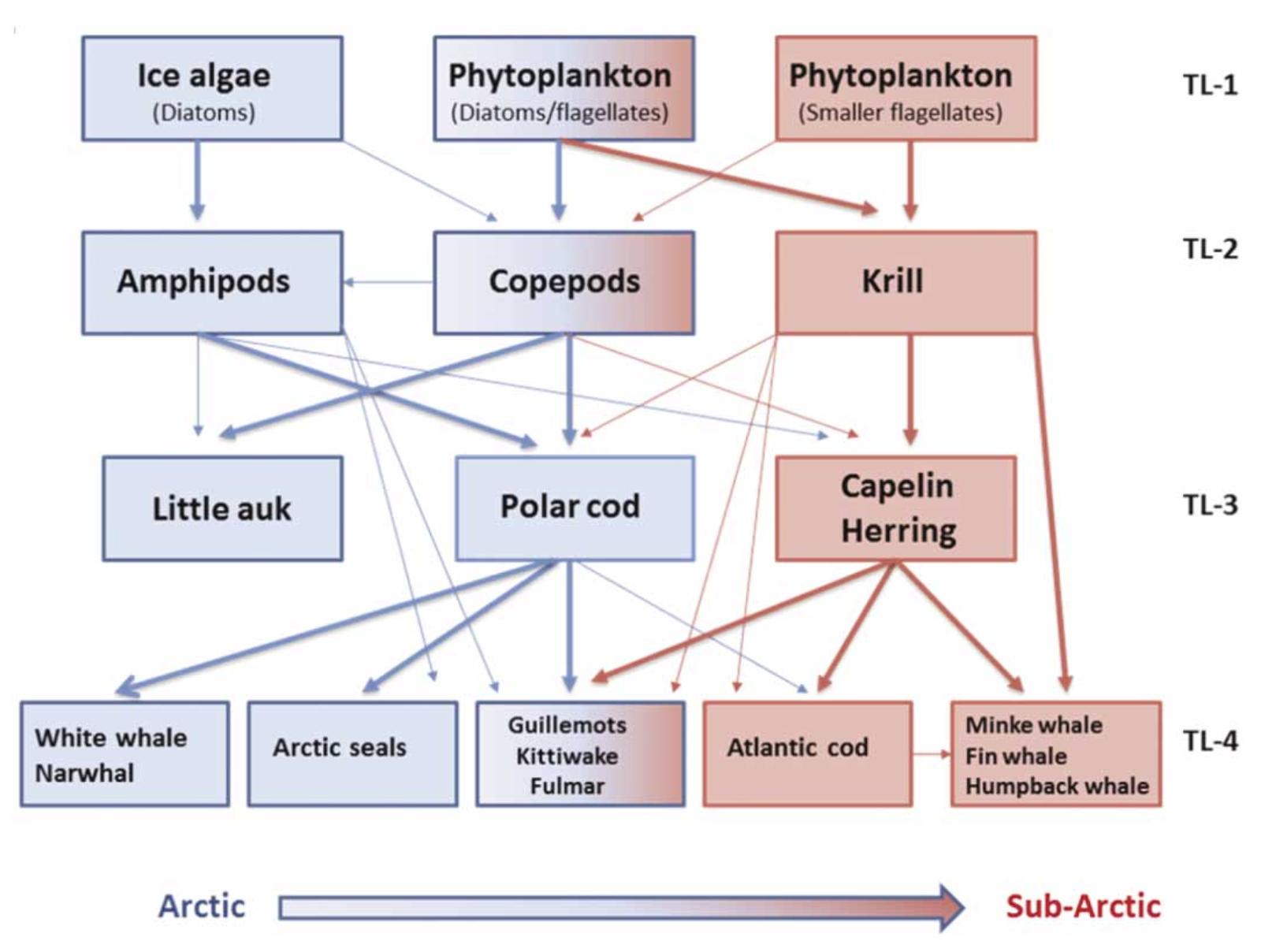
Diagrama da teia alimentar marinha do B. saida (neste diagrama, rotulado como bacalhau-polar) e a mudança para o Subártico à medida que as populações de B. saida diminuem, com níveis tróficos indicados (TL-1 a -4). A espessura das setas indica a importância relativa do fluxo de energia com base no conteúdo estomacal conhecido dos predadores.

O bacalhau-polar é uma espécie-chave nas redes tróficas marinhas do Ártico. Como o bacalhau-polar tem altas concentrações de lipídios em relação ao seu tamanho, os predadores do Ártico contam com essa espécie como sua principal fonte de alimento. O bacalhau-polar canaliza mais de 70% da energia do zooplâncton para níveis tróficos mais altos e é a espécie de presa mais rica em energia no Ártico.
O bacalhau-polar é a presa dominante local para o bacalhau-do-atlântico, o  salvelino-ártico e o  alabote-da-Groenlândia. Também são presas de aves oceânicas, especificamente o airo-de-Brünnich, o airo-de-asa-branca, o airo-comum, o fulmar-glacial, a gaivota-tridáctila, a gaivota-marfim [en] e a gaivota-hiperbórea. O bacalhau-polar é a principal fonte de alimento para espécies endêmicas do Ártico, como narvais, baleias-brancas, focas-aneladas e focas-da-Groenlândia.

## Dieta
O bacalhau-polar é um peixe generalista que se alimenta de plâncton e krill, mais especificamente de anfípodes da família Hyperiidae, anfípodes da subordem Gammaridea e copépodes. A dieta varia de acordo com o tamanho, a região e a localidade. As larvas do bacalhau-polar se alimentam de ovos, larvas de crustáceos e copépodes. Os bacalhaus-polares maiores se alimentam de ictiófagos. Quando sua presa preferida é escassa, o bacalhau-polar é adaptável e mudará para qualquer outra presa disponível.
Como os invernos no Ártico têm baixas taxas de produção primária, o bacalhau-polar acumula reservas de energia rapidamente durante o final do verão para se preparar para o período de inverno. Para suportar as curtas estações de crescimento no verão, os juvenis do bacalhau-polar entram no inverno com concentrações mais altas de lipídios em comparação com as espécies boreais.

## Reprodução e estágios da vida
O bacalhau-polar tem vários ciclos reprodutivos ao longo de sua vida. O bacalhau-polar é uma espécie r-selecionada, o que significa que atinge a maturidade cedo e produz um grande número de filhotes. Em média, uma fêmea deposita entre 9.000 e 21.000 ovos. A desova ocorre entre setembro e abril, com picos entre janeiro e fevereiro. Os locais de desova não são totalmente conhecidos, mas sugere-se que a desova ocorra no Mar de Barents, a sudoeste da cadeia de ilhas Svalbard, e nos mares de Kara e Pechora. No Ártico canadense, sugere-se que a desova ocorra perto das baías de Franklin [en] e Darney [en]. No Ártico Pacífico, sugere-se que a desova ocorra no norte do Mar de Bering, no Mar de Tchuktchi e no Golfo de Kotzebue. Os pescadores inuítes da Groenlândia observaram uma área de desova perto da Ilha Saattut.

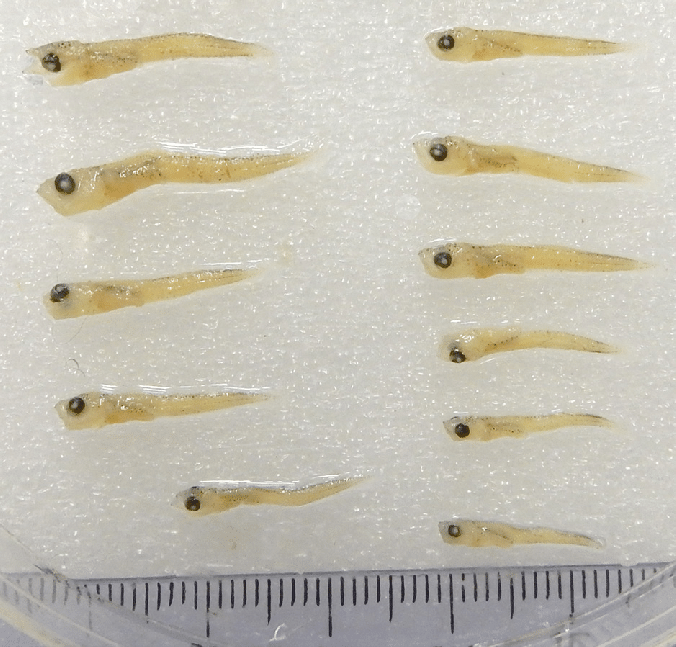
Larvas de bacalhau-polar, comprimento total 15,0-23,5 mm, de Severnaia Zemlia, en.

O desenvolvimento e a viabilidade dos ovos do bacalhau-polar dependem muito da temperatura. Os ovos se desenvolvem normalmente entre -1,5 °C e 3 °C; no entanto, o sucesso da eclosão diminui drasticamente acima de 2 °C. O tempo de incubação diminui à medida que as temperaturas aumentam: a 1,5 °C, as larvas levam 79 dias para eclodir, mas a 3,8 °C, o tempo de incubação diminui para 29 dias. No Ártico canadense, o bacalhau-polar eclode sob o gelo de janeiro a julho e permanece sob o gelo até o outono.

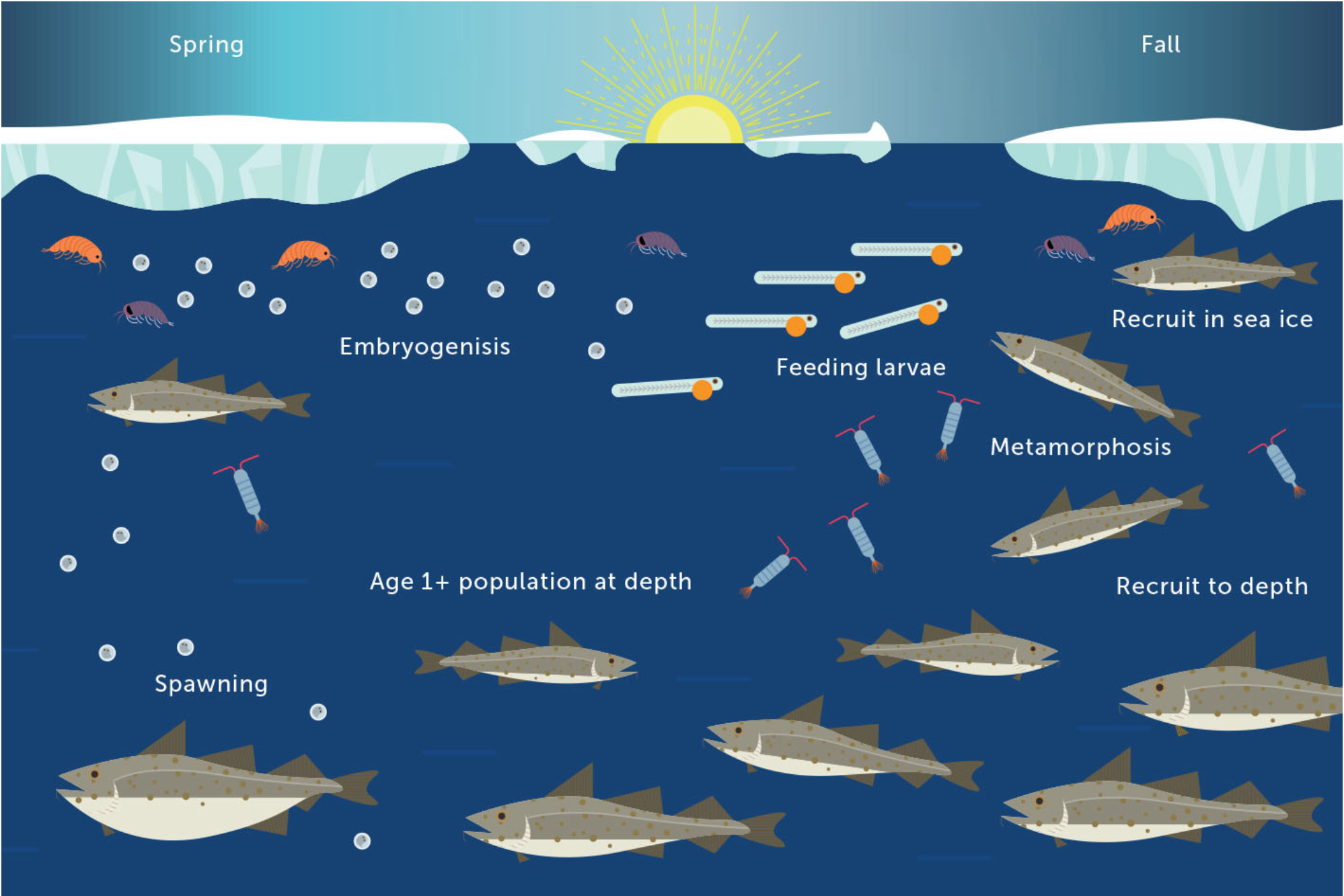
Ciclo de vida do bacalhau-polar em um ano.

As larvas do bacalhau-polar podem ter entre 3,5 mm e 7 mm após a eclosão; no entanto, em ambientes experimentais, o comprimento após a eclosão diminui quando as temperaturas aumentam. As larvas têm uma faixa de tolerância à temperatura mais alta do que os ovos. As larvas são eurialinas, o que significa que podem suportar diferentes concentrações de salinidade e, portanto, podem ser encontradas em áreas com água de derretimento glacial, na foz de rios ou em áreas cobertas de gelo. Quanto maior for a larva, maior será a chance de sobrevivência, especialmente durante a transição entre a alimentação por vitelo e a alimentação exógena.
O bacalhau-polar filhote tem uma faixa de tolerância à temperatura muito maior do que as larvas e os ovos, tolerando temperaturas de 0 °C a 12 °C. O bacalhau-polar apresenta crescimento isométrico, mas armazenamento alométrico de gordura. O bacalhau-polar filhote é encontrado na zona pelágica da coluna d'água e desce mais fundo após o primeiro verão. Alguns filhotes são encontrados em cavidades no gelo marinho. Existe a hipótese de que os filhotes que eclodiram tardiamente permanecem simpágicos para evitar a predação do bacalhau-polar adulto e a concorrência de outros bacalhaus-polares filhotes. O bacalhau-polar atinge a maturidade sexual por volta dos 2 a 3 anos de idade.
O bacalhau-polar adulto pode tolerar temperaturas de até 13,5 °C e funciona melhor entre 3 °C e 10 °C. Os adultos são encontrados a mais de 100 metros de profundidade na coluna d'água e não estão associados ao gelo marinho.

## Status de conservação
Em 2021, o bacalhau-polar foi listado como altamente ameaçado pela Lista Vermelha da Noruega devido aos impactos do aumento da temperatura do oceano na sobrevivência dos embriões.

## Pesca

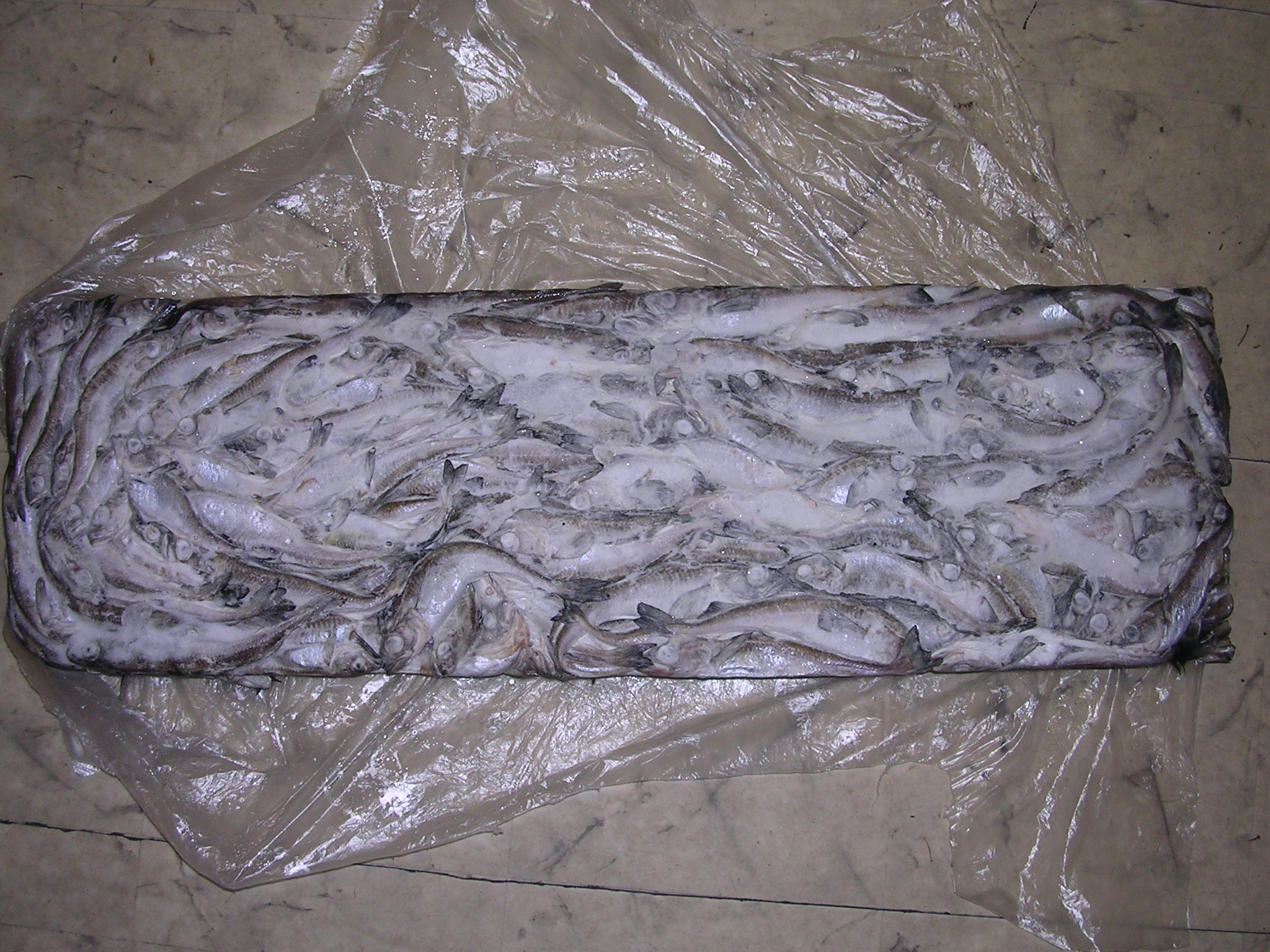
Bacalhau-polar congelado no mar em um navio russo. Normalmente, 10 ou 16 kg de peso líquido.

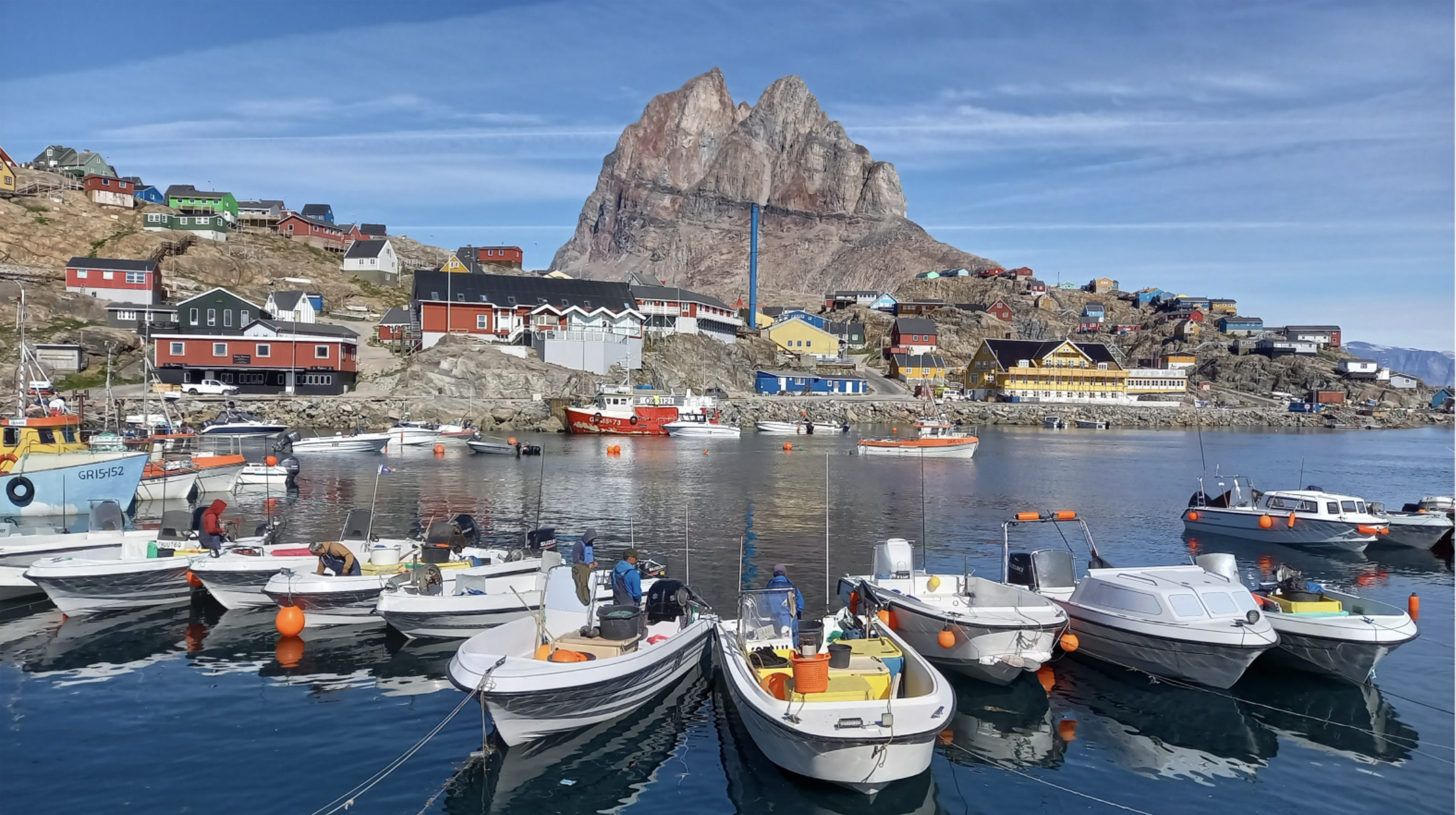
Pescadores de Uummannaq preparando seus palangres a bordo de botes usados para a pesca de alabote-da-Groenlândia, julho de 2022. Os mesmos botes são usados para a pesca de bacalhau no Ártico, com redes em vez de palangres.

O bacalhau-polar foi pescado comercialmente pela Noruega e pela Rússia no Mar de Barents de 1930 a 2012. A pesca foi encerrada devido ao declínio das populações de bacalhau-polar. É improvável que o bacalhau-polar se torne uma pescaria de larga escala no Ártico devido ao afastamento de seus habitats e aos baixos preços da espécie.
O bacalhau-polar não é culturalmente significativo para os inuítes e não é usado na pesca artesanal. No entanto, o bacalhau-polar é usado pelos pescadores inuítes da Groenlândia como isca para o alabote-da-Groenlândia, que é a principal pesca na área. A pesca do bacalhau-polar é uma prática relativamente nova para os inuítes da Groenlândia, pois se tornou mais acessível na década de 1990 com a disponibilidade de ecossondas de sonar que ajudam a detectar cardumes de bacalhau-polar. Antes do uso do sonar, a detecção do bacalhau-polar era possível, mas menos eficiente. Portanto, o bacalhau-polar não era pescado em escalas maiores, pois não era lucrativo. Os pescadores inuítes da Groenlândia localizam cardumes de bacalhau-polar observando os movimentos dos predadores em combinação com o uso de sonar. Eles capturam o bacalhau com redes de pesca em profundidades de 10 a 50 m e até 200 m. Devido às áreas de pesca remotas, os pescadores normalmente só saem para pescar a cada 2 a 4 dias.
O bacalhau-polar é capturado como fauna acompanhante em redes de arrasto usadas para a pesca do alabote-da-Groenlândia, do Pandalus borealis e do Pandalus montagui [en]. A fauna acompanhante do bacalhau-polar chega a cerca de 50 toneladas em cada pescaria.

## Impactos nas mudanças climáticas
Embora muito populoso em todo o Oceano Ártico, o bacalhau-polar ainda pode ser vítima de ameaças causadas por ações humanas. O aquecimento global aumentou de forma constante nos últimos anos e causou um aumento nas temperaturas oceânicas do Oceano Ártico. O bacalhau-polar vive em águas extremamente frias e, portanto, adaptou-se a temperaturas abaixo de zero. A previsão é de que as populações de bacalhau-polar diminuam devido às mudanças climáticas.
O Ártico canadense tem baixa biodiversidade de peixes pelágicos e é controlado por níveis tróficos mais baixos, o que significa que a área é mais sensível a mudanças nas populações de bacalhau-polar do que outras regiões do Ártico. As mudanças nas populações de bacalhau-polar terão efeitos em cascata nas populações de espécies endêmicas do Ártico canadense usadas por pescadores e caçadores de subsistência inuítes.
As temperaturas do oceano no Ártico estão esquentando e a extensão do gelo marinho está diminuindo. As espécies boreais podem suportar essas temperaturas mais quentes, estendendo suas áreas de distribuição para o norte, em habitats historicamente habitados apenas por espécies do Ártico. No Mar de Barents, o Mallotus villosus, o bacalhau-do-atlântico e o Melanogrammus aeglefinus já começaram a se deslocar para o norte, para áreas dominadas pelo bacalhau-polar. O bacalhau-polar agora enfrenta maior concorrência e predação por parte dessas espécies boreais.
Os embriões do bacalhau-polar também são sensíveis à temperatura. O aumento das temperaturas da superfície do mar diminuirá a faixa térmica ideal para os embriões. Suas larvas precisam estar a 3 °C para eclodir normalmente, e um aumento nas temperaturas do oceano pode facilmente levar a mudanças fenotípicas nessa espécie de bacalhau. As possíveis alterações da espécie devido ao aumento da temperatura do oceano incluem: tamanho menor, fecundidade reduzida, maturação mais precoce e maior investimento na reprodução em uma idade precoce para alguns.
Os ovos do bacalhau-polar são depositados sob o gelo marinho e, com o aumento da temperatura, a cobertura de gelo marinho diminuirá. Os ovos do bacalhau-polar ficarão cada vez mais expostos à radiação UV, turbulência e mudanças de temperatura, o que pode afetar a mortalidade. A redução do gelo marinho também diminuirá a quantidade de habitat de refúgio disponível para os filhotes. O bacalhau-polar que vive no gelo será afetado pela perda da complexidade do habitat e das estruturas proporcionadas pelo gelo marinho estabelecido. Se o gelo marinho se formar mais tarde no outono, os períodos de desova do bacalhau-polar poderão mudar e o habitat de desova diminuirá.
As mudanças climáticas também afetarão a produção primária e a disponibilidade de presas para o bacalhau-polar. Os modelos climáticos preveem que as populações de algas do gelo aumentarão devido à diminuição da espessura do gelo, permitindo mais luz para a produção primária. Essa mudança será favorável para o bacalhau-polar jovem, mas a variabilidade interanual na produção primária pode levar a resultados diferentes a longo prazo.
A redução do gelo marinho levará ao aumento das atividades antropogênicas no Ártico, especialmente o transporte de mercadorias. Estudos experimentais demonstraram que o bacalhau-polar reage à poluição sonora causada por embarcações em movimento, retirando-se para áreas com níveis de ruído mais baixos. O bacalhau-polar também tende a se agregar na presença de ruído de embarcações. O aumento do uso de rotas de navegação no Ártico provavelmente fragmentará o habitat do bacalhau-polar. Com o transporte marítimo, surge a possibilidade de maré negra, que também afetará o bacalhau-polar, pois ele não possui glomérulos para filtrar as toxinas do sangue.